# Maschera a gas
Maschera a gas è il secondo EP del rapper italiano Mondo Marcio, pubblicato il 25 novembre 2010.
L'EP contiene cinque brani ed è stato reso disponibile per il download gratuito attraverso il sito ufficiale del rapper.

## Tracce
1. Rap Phenomenom
2. Ho perso la testa
3. Io e il mio fumo
4. Di ghiaccio
5. Maschera a gas